# Эспозито, Сальваторе (футболист, 1948)
Сальваторе Эспозито (итал. Salvatore Esposito; род. 3 января 1948, Торре-Аннунциата, Кампания) — итальянский футболист и тренер.

## Клубная карьера
Сальваторе начинал свою карьеру в родном городе Торре-Аннунциата. В 14-летнем возрасте он переехал во Флоренцию и записался в футбольную школу «Фиорентины». Сальваторе дебютировал за «фиалок» 23 октября 1966 года в матче Серии А против «Кальяри». Всего в своём первом сезоне на взрослом уровне полузащитник провёл 10 встреч в рамках итальянского чемпионата. В сезоне 1968/69 Сальваторе был частью «великолепной» команды, взявшей второе «скудетто» в истории клуба. Он играл за «Фиорентину» до 1972 года, проведя 109 матчей на высшем итальянском уровне. Затем Сальваторе перебрался в «Наполи», где сыграл в 128 встречах за 4 года и стал обладателем Кубка Италии в сезоне 1975/76. В 1977—1979 годах полузащитник выступал за «Верону» в Серии А, а последние 5 лет своей карьеры провёл в низших дивизионах Италии, защищая цвета «Фано», «Сиены» и «Эмполи».
Сразу после завершения карьеры игрока Сальваторе начал тренерскую, возглавив юношескую команду «Фиорентины». В 1989 году он перешёл во взрослый футбол, приняв хорошо знакомый ему «Фано». За 13 лет специалист проработал в 11 клубах Серии C без впечатляющих успехов.

## Сборная
В 1967 году Сальваторе в составе второй сборной Италии завоевал «золото» Средиземноморских игр, проходивших в Тунисе. 8 июня 1975 года полузащитник сыграл свой единственный матч за национальную сборную Италии, заменив Фабио Капелло на 36-й минуте товарищеской встречи с СССР.

## Достижения

### В качестве игрока
«Фиорентина»
- Чемпион Италии (1): 1968/69

 «Наполи»
- Обладатель Кубка Италии (1): 1975/76

 «Сиена»
- Победитель Серии C2 (1): 1981/82

 «Эмполи»
- Победитель Серии C1 (1): 1982/83

 Италия B
- Победитель Средиземноморских игр (1): 1967

### Тренерские
«Фано»
- Победитель Серии C2 (1): 1989/90